# Christen, ätzet diesen Tag
Christen, ätzet diesen Tag (in tedesco, "Cristiani, imprimete questo giorno") BWV 63 è una cantata di Johann Sebastian Bach.

## Storia
A Weimar, Bach era organista di corte presso il principe Guglielmo Ernesto di Sassonia-Weimar. 
Secondo alcuni la prima assoluta è stata il 10 dicembre 1713 ad Halle (Saale).
Altre fonti dicono che il 2 marzo 1714 ricevette la promozione a Konzertmeister, incarico che comprendeva la composizione mensile di una cantata per la chiesa del castello. Le grandi dimensioni della cantata Christen, ätzet diesen Tag, la prima che Bach compose per il giorno di Natale, indussero molti musicologi a credere che possa essere stata composta anche per essere eseguita in altre occasioni, come la festa della Riforma, una solennità importante nel calendario liturgico luterano. Il testo venne scritto da Johann Michael Heinicius, un pastore di Halle, e contiene ben pochi riferimenti diretti al Natale.

## Struttura
Composta nel 1714, la cantata è insolita sotto molti aspetti. Non ci sono arie, corali o citazioni dirette della Bibbia, e, caso raro in Bach, la partitura è scritta per ben quattro trombe, oltre a timpani, due oboi, fagotto, archi e basso continuo. La cantata è inframmezzata da ampi cori col da capo.
Il movimento conclusivo si apre con una vivace introduzione orchestrale prima dell'ingresso del coro in omofonia, seguito poi da una fuga doppia. Tra questi due cori celebrativi c'è un'alternanza di recitativi e due duetti, uno per i solisti soprano e basso, e l'altro assegnato a contralto e tenore. Qualunque sia la sua origine, Bach tenne la cantata in grande considerazione, tanto da riarrangiarla per il suo primo Natale a Lipsia, nel 1723.